# Gerhard Schmidt-Henkel

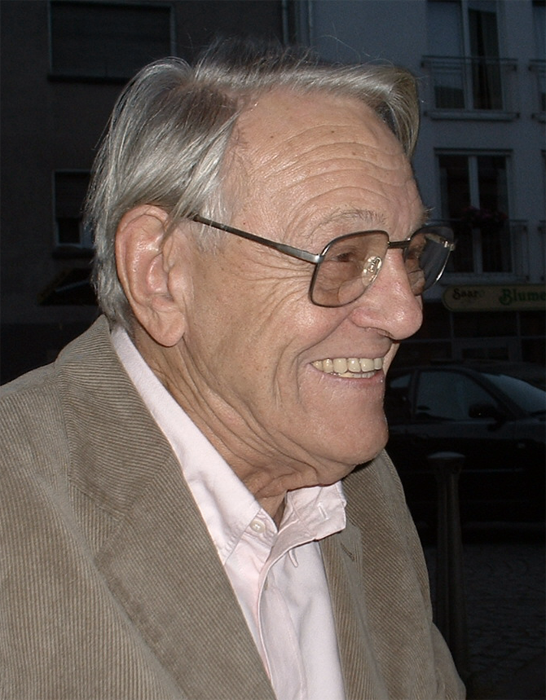
Gerhard Schmidt-Henkel

Gerhard Schmidt-Henkel (* 9. Juli 1925 in Rostock; † 11. September 2011 in St. Ingbert) war ein deutscher Germanist, Literaturwissenschaftler und Hochschullehrer.

## Leben
Schmidt-Henkel studierte an der Universität Greifswald Germanistik, Geschichte, Kunstgeschichte und Philosophie (Diplom 1951) und wurde 1955 an der Freien Universität Berlin mit einer Arbeit über Ernst Barlach promoviert. Nach Assistentenjahren an der Technischen Universität Berlin bei Paul Altenberg und Walter Höllerer habilitierte er sich 1967 mit einer Arbeit über „Mythos und Dichtung“ und wurde im selben Jahr zum Professor ernannt. Im März 1971 wurde er zum ordentlichen Professor an der Freien Universität Berlin berufen. Zum 1. November 1971 übernahm er den Lehrstuhl für Neuere deutsche Philologie und Literaturwissenschaft an der Universität des Saarlandes, den er bis zu seiner Emeritierung 1993 innehatte. Weiterhin übernahm er im Ausland mehrere Gastprofessuren.
Er war seit 1958 mit Hannelore Schmidt-Henkel, geb. Ehrenfried (1932–2021) verheiratet und hatte zwei Söhne; der ältere ist der Literaturübersetzer Hinrich Schmidt-Henkel.

## Weitere Aktivitäten
1978 gründete Schmidt-Henkel die »Arbeitsstelle für Gustav-Regler-Forschung« an der Universität des Saarlandes, aus deren Arbeit u. a. die Gustav Regler-Werkausgabe hervorging. Die Arbeitsstelle wurde 1985 zu einem »Archiv für die Literaturen der Grenzregionen Saar-Lor-Lux-Elsaß« erweitert, das die Keimzelle des heutigen Literaturarchivs Saar-Lor-Lux-Elsaß bildete. Schmidt-Henkel war Gründungsmitglied des von Walter Höllerer ins Leben gerufenen »Literarischen Colloquiums Berlin« und gehörte der »Fritz Reuter Gesellschaft« an (seit 1991 als Mitglied des Beirates), deren Ehrenbrief ihm 2003 verliehen wurde. Zahlreiche Publikationen und drei ihm gewidmete Festschriften dokumentieren sein weites Forschungsfeld, das sich unter anderem Gustav Regler, Fritz Reuter, der Literatur der Grenzregionen, der Literatur des 20. Jahrhunderts und der Trivialliteratur widmet.

## Schriften (Auswahl)
- Trivialliteratur. Aufsätze. Herausgegeben von Gerhard Schmidt-Henkel, Horst Enders, Friedrich Knilli, Wolfgang Maier. Literarisches Colloquium, Berlin 1964.
- Schmidt-Henkel, Gerhard: Mythos und Dichtung. Zur Begriffs- und Stilgeschichte der deutschen Literatur im neunzehnten und zwanzigsten Jahrhundert. Gehlen, Bad Homburg vor der Höhe 1967.
- Uwe Grund (Hrsg.): Gustav Regler – Dokumente und Analysen. Tagebuch 1940 u. Werkinterpretationen; Festgabe für Gerhard Schmidt-Henkel. Saarbrücker Druckerei u. Verl., Saarbrücken 1985, ISBN 3-921646-97-9.
- Saarbrücker Beiträge zur Literaturwissenschaft. Frankfurt am Main 1980–1987 und St. Ingbert 1987 ff. Hrsg. von Karl Richter, Gerhard Sauder und Gerhard Schmidt-Henkel.
- Uwe Grund u. Günther Scholdt (Hrsg.): Literatur an der Grenze – der Raum Saarland – Lothringen – Luxemburg – Elsass als Problem der Literaturgeschichtsschreibung. Festgabe für Gerhard Schmidt-Henkel zum 65. Geburtstag. Hrsg. v. Archiv für die Literaturen der Grenzregionen Saar-Lor-Lux-Elsass. Saarbrücker Druck und Verlag, Saarbrücken 1992, ISBN 3-925036-66-0.
- [als Mitherausgeber:] Gustav-Regler-Werkausgabe in 15 Bänden. Hrsg. von Gerhard Schmidt-Henkel, Ralph Schock, Günter Scholdt und Hermann Gätje. Frankfurt/M. 1994 ff.
- Über die Realität literarischer Fiktion und die Fiktionalität unserer Realitätswahrnehmungen. Vortrag gehalten am 20. Oktober 1987 anlässlich der Eröffnung des Akademischen Jahres 1987/88. Univ. d. Saarlandes, Saarbrücken 1995, (Saarbrücker Universitätsreden; 25)
- Germanistisches Kolloquium zum 80. Geburtstag von Gerhard Schmidt-Henkel (5. Juli 2005). Hrsg.: Univ. des Saarlandes. Saarbrücken 2006, (Universitätsreden / Universität des Saarlandes; 64)

### Beiträge in Zeitschriften
- Die Wortgraphik des Peter Weiß (über Peter Weiß: Der Schatten des Körpers des Kutschers). In: Sprache im technischen Zeitalter, Nr. 1 (1961), S. 71–76.
- Kriminalroman und Trivialliteratur. In: Sprache im technischen Zeitalter, Nr. 3 (1962), S. 207–227.